# Petr Kolář (piosenkarz)
Petr Kolář (ur. 20 czerwca 1967 w Czeskich Budziejowicach) – czeski piosenkarz i aktor musicalowy.
W latach 90. XX wieku był związany z zespołami Precedens i Arakain.
Od 1993 roku występował w musicalach czeskich i zagranicznych (Drákula, Vlasy, Hamlet, Krysař, Johanka z Arku, Galileo, Excalibur, Tři mušketýři); współpracował z kompozytorem Karlem Svobodą.

## Dyskografia
- Mackie Messer (1999)
- Album (2005)
- V Lucerně (2006)
- Bez křídel (2007)
- Akusticky v Karlíně (2009)
- Čas nás naučí (2011)
- Na Žofíně (2014)